# Институт математики и механики имени Н. Н. Красовского УрО РАН
ИММ УрО РАН — Институт математики и механики (ИММ) Уральского отделения Российской академии наук. Расположен в городе Екатеринбурге.

## История
В начале 50-х годов стала ясна необходимость развивать академическую науку за пределами Москвы и Ленинграда.
Одним из сторонников такого подхода был профессор МГУ Сергей Борисович Стечкин. Начиная с 1954 года он ездил по стране и подбирал место для организации нового математического института. В конце концов он остановил свой выбор на Свердловске (ныне г. Екатеринбург).
В 1956 году был издан приказ об организации Свердловского отделения Математического института им. В. А. Стеклова АН СССР (сокращённо СОМИ).
Строительство здания началось фактически на пустом месте.
С 1957 по 1967 год С. Б. Стечкин работал заместителем директора МИАН по Свердловскому отделению, занимался подбором кадров для института (в том числе и в других городах), вопросами строительства здания, вопросами обеспечения сотрудников жильём.
Усилия Стечкина не пропали даром, и СОМИ превратилось в заметный центр математической науки СССР.
В 1970 году СОМИ было реорганизовано в самостоятельный Институт математики и механики АН СССР.

## Образование и современные технологии
В марте 2012 года было объявлено о запуске нового суперкомпьютера «УРАН» производительностью 75,20 ТФлопс (пиковая — 160 ТФлопс), разработанного сотрудниками института совместно с компанией «Открытые Технологии». На 27 марта 2012 года суперкомпьютер «УРАН» занимает 5 место в рейтинге «ТОП 50 российских суперкомпьютеров» и имеет 476 процессоров и 5544 ядер.

## Основные научные направления
- Математическая теория процессов управления;
- аналитические и численные методы механики сплошной среды;
- дифференциальные уравнения;
- теория некорректных задач и обобщённых функций;
- теория приближения функций и операторов;
- методы выпуклой оптимизации и распознавания образов;
- современная алгебра и топология;
- математическое моделирование сердца;
- программное обеспечение современных информационно-вычислительных средств.

## Директора Института
- Стечкин, Сергей Борисович — организатор и фактически первый директор Института; с 1961 по 1967 (?) был первым заместителем директора Математического института АН СССР им. В. А. Стеклова по Свердловскому отделению Математического института (СОМИ).

- С 1970 по 1977 — академик АН СССР (РАН) Красовский, Николай Николаевич

- С 1977 по 1983 — академик АН СССР (РАН) Куржанский, Александр Борисович

- C 1983 по 1986 — и. о. директора — доктор физико-математических наук Валентин Дмитриевич Батухтин (впоследствии с 1987 по 2004 ректор ЧелГУ)

- С 1986 по 1993 — академик АН СССР (РАН) Осипов, Юрий Сергеевич

- C 1993 по 1999 — академик РАН Сидоров, Анатолий Фёдорович

- С 2000 по 2015 — академик РАН Бердышев, Виталий Иванович

- С 2015 — академик РАН Лукоянов, Николай Юрьевич

## Учёные
В настоящий момент в ИММ УрО РАН работают академики РАН:
- Бердышев, Виталий Иванович
- Лукоянов, Николай Юрьевич
- Матвеев, Сергей Владимирович

В настоящий момент в ИММ УрО РАН работают члены-корреспонденты РАН:
- Васин, Владимир Васильевич
- Махнёв, Александр Алексеевич
- Субботина, Нина Николаевна
- Ушаков, Владимир Николаевич
- Хачай, Михаил Юрьевич
- Ченцов, Александр Георгиевич

Кроме указанных выше учёных, в настоящее время в институте работает 47 докторов наук и 62 кандидата наук.
В разное время в ИММ УрО РАН также работали академики и члены-корреспонденты РАН:
- Ерёмин, Иван Иванович
- Иванов, Валентин Константинович
- Ильин, Арлен Михайлович
- Красовский, Николай Николаевич
- Кряжимский, Аркадий Викторович
- Куржанский, Александр Борисович
- Осипов, Юрий Сергеевич
- Сидоров, Анатолий Фёдорович
- Субботин, Андрей Измайлович
- Субботин, Юрий Николаевич
- Барбашин, Евгений Алексеевич — академик АН БССР
- Черников, Сергей Николаевич — член-корреспондент АН УССР